# Tramwaje w Norrköping
Tramwaje w Norrköping – system tramwajowy działający w szwedzkim mieście Norrköping.

## Historia

Schemat linii tramwajowych przed przedłużeniem linii nr 2

Tramwaje w Norrköping uruchomiono 10 marca 1904 jako tramwaj elektryczny. Wcześniej, w 1880 r., chciano wybudować linię tramwaju konnego, lecz pomysł nie został zrealizowany. Początki tramwaju elektrycznego w Norrköping sięgają roku 1902 kiedy została podpisana umowa pomiędzy miastem a firma AEG, która zobowiązała się wybudować czterokilometrową linię tramwajową. Od początku tramwaje były malowane na kolor żółty. W grudniu 1904 przedłużono linię.
W latach 1912–1914 rozbudowano sieć. Wraz z uruchomieniem 31 lipca 1926 nowego odcinka rozpoczęto eksploatację drugiej linii. 10 września 1931 uruchomiono trzecią linię. 5 października 1954 sieć tramwajowa osiągnęła długość 14,6 km, i była obsługiwana przez 4 linie – wtedy też było najwięcej linii w historii tramwajów w Norrköping.
Przez prawie całą drugą połowę XX wieku sieć tramwajowa była zagrożona likwidacją. W latach 90. postanowiono zachować tramwaje i rozpoczęto remonty infrastruktury. We wrześniu 2006 oddano do użytku nową pętlę Ljura. Był to pierwszy etap budowy 3 km linii tramwajowej do Kvarnberget. Prace przy realizacji drugiego etapu rozpoczęto w 2009, a zakończono w październiku 2010 kiedy to 21 otwarto nowy odcinek. W ramach drugiego etapu wybudowano ok. 2 km trasy z Ljura do Trumpetaregatan.
W 2010 r. rozpoczęto prace przy trzecim etapie linii z Trumpetaregatan do Kvarnberget. Planowane zakończenie tych prac do jesień 2011. W planach jest dalsza rozbudowa linii tramwajowych. W mieście funkcjonuje jedna zajezdnia tramwajowa.

## Linie
W Norrköping istnieją dwie linie tramwajowe:
- 2: Fridvalla – Haga – Norr Tull – Centralstationen – Rådhuset – Centralbladet – Söder Tull – Ljura – Hageby – Navestan Kvarnberget
- 3: Vidablick – Haga – Norr Tull – Centralstationen – Rådhuset – Söder Tull – Folkets Park – Klockaretorpet

## Tabor
Najstarszymi wagonami liniowymi w Norrköping są M67 zakupione w 1967 r. w liczbie 25 sztuk produkcji ASEA. Obecnie w mieście są eksploatowane 4 sztuki zmodernizowanych oznaczonych jako M67K. Służą jako rezerwa. W 1994 zakupiono używane wagony M94 z Duisburga. Po modernizacji jaką przeszła część wagonów otrzymały one oznaczenie M97. W czasie modernizacji wagonom wymieniono środkowy człon na niskopodłogowy. Od w Norrköping są eksploatowane tramwaje M98 (GT6N) – 4 egzemplarze. Pierwotnie 1 z tych tramwajów został wyprodukowany dla Bremy, a 3 pozostałe dla Monachium. Najnowszymi tramwajami są M06 (Flexity Classic) produkcji Bombardiera w liczbie 6 sztuk. W styczniu 2011 z Berlina sprowadzono 6 tramwajów Tatra T6A2.

### Tabor liniowy[1]
| Zdjęcie | Typ                        | Lata produkcji eksploatowanych wagonów | Liczba                      | Uwagi |
| ------- | -------------------------- | -------------------------------------- | --------------------------- | --- |
|         | Bombardier Flexity Classic | 2006–2007, 2011–2012                   | 15                          | Wagony niskopodłogowe, trójczłonowe, dwukierunkowe, przydzielono im numery boczne 31-45                                                             |
|         | M97                        | 1966−1967                              | 10                          | Wagony zostały unowocześnione poprzez przebudowę środkowej części na niskopodłogową w latach 2000–2001, zostały przydzielone im numery boczne 61-70 |
|         | ASEA M67K                  | 1966-1967                              | 10 (9 zostało odstawionych) | Wagony wysokopodłogowe, jednoczłonowe, jednokierunkowe, przydzielono im numery boczne 81-90, 151                                                    |
|         | AEG GT6N                   | 1990−1991                              | 3                           | Wagony niskopodłogowe, trzyczłonowe, zostały przydzielone im numery boczne 22-24                                                                    |
|         | ASEA M67B                  | 1967                                   | 1                           | Wagon wysokopodłogowy, jednoczłonowy, przydzielono mu numer boczny 94                                                                               |
|         | Düwag GT8                  | 1964                                   | 1                           | Wagon wysokopodłogowy, trójczłonowy, został mu przydzielony mu numer 75                                                                             |
|         | M 94                       | 1964                                   | 1                           | Wagon wysokopodłogowy, dwuczłonowy, przydzielono mu numer 71                                                                                        |

### Tabor techniczny
| Zdjęcie | Typ       | Lata produkcji eksploatowanych wagonów | Liczba | Uwagi                                                     |
| ------- | --------- | -------------------------------------- | ------ | --------------------------------------------------------- |
|         | ASEA M67B | 1967                                   | 1      | Wagon techniczny, został mu przydzielony numer boczny 901 |

### Tabor muzealny
| Zdjęcie | Typ       | Lata produkcji eksploatowanych wagonów | Liczba | Uwagi                                                                            |
| ------- | --------- | -------------------------------------- | ------ | -------------------------------------------------------------------------------- |
|         | ASEA M67K | 1967                                   | 2      | Wagony wysokopodłogowe, jednokierunkowe, przydzielono im numery boczne 131 i 144 |
|         |           | 1907, 1913                             | 2      | Dwuosiowe wagony doczepne, zostały przydzielone im numery boczne 101 i 110       |
|         | ASEA GMV  | 1925                                   | 1      | Wagon wysokopodłogowy, jednoczłonowy, jednokierunkowy, numer boczny 16           |
|         | ASEA AEG  | 1903                                   | 1      | Wagony wysokopodłogowy, jednoczłonowy, numer boczny 1                            |
|         | ASEA M67B | 1967                                   | 1      | Wagon wysokopodłogowy, jednoczłonowy, numer boczny 92                            |
|         | ASEA M51  | 1951                                   | 56     | Wagon wysokopodłogowy, jednoczłonowy, numer boczny 75                            |